# میگل اشملنگ
میگل اشملنگ (انگلیسی: Migel Schmeling؛ زادهٔ ۱۷ فوریهٔ ۲۰۰۰) بازیکن فوتبال است.
از باشگاه‌هایی که در آن بازی کرده‌است می‌توان به باشگاه فوتبال دویسبورگ اشاره کرد.